# Live & off the record
Live & Off the Record (ook wel En vivo y en privado) is een live dubbelalbum van de Colombiaanse popster Shakira opgenomen tijdens haar concert in het Rotterdamse Ahoy op 22 april 2003. De DVD bevat beelden van haar Tour Of The Mongoose alsook een biografie.
Na het grote succes van Laundry Service in 2002, kwam haar Spaanstalige album ¿Dónde están los ladrones? uit 1998 alsnog de hitparade binnen, gevolgd door haar MTV Unplugged album uit 2000.
In 2002 ging Shakira op wereld tournee, en deed daarbij op 22 April 2003 Rotterdam Ahoy Rotterdam aan.
In Nederland deed het album niet zo veel, maar in Amerika haalde het de eerste plaats in de Top Music Videos chart in april 2004. Het bereikte de gouden status bij de RIAA op 4 mei 2004.

## Track list

### Disc 1 (CD)
1. "Ojos Así" (Flores, Gaza, Shakira) - 8:14
2. "Si Te Vas" (Ochoa, Shakira) - 4:36
3. "Underneath Your Clothes" (Mendez, Shakira) - 4:13
4. "Ciega, Sordomuda" (Ochoa, Shakira) - 4:58
5. "The One" (Ballard, Shakira) - 3:46
6. "Back in Black" (A. Young, M. Young) - 5:23
7. "Tú" (O'Brien, Shakira) - 4:50
8. "Poem to a Horse" (Ochoa, Shakira) - 7:13
9. "Objection (Tango)" (Shakira) - 4:22
10. "Whenever, Wherever" (Estefan, Mitchell, Shakira) - 7:52

Geproduceerd door Shakira & Tim Mitchell

### Disc 2 (DVD)
1. "Ojos Así" (Flores, Gaza, Shakira)
2. "Si Te Vas" (Ochoa, Shakira)
3. "Ciega, Sordomuda" (Ochoa, Shakira)
4. "The One" (Ballard, Shakira)
5. "Back in Black" (A. Young, M. Young)
6. "Rules" (Mendez, Shakira)
7. "Inevitable" (Ochoa, Shakira)
8. "Estoy Aquí" (Ochoa, Shakira)
9. "Underneath Your Clothes" (Mendez, Shakira)
10. "Octavo Día" (Shakira, Mendez)
11. "Ready for the Good Times" (Mendez, Shakira)
12. "Tú" (O'Brien, Shakira)
13. "Poem to a Horse" (Ochoa, Shakira)
14. "Objection (Tango)" (Shakira)
15. "Whenever, Wherever" (Estefan, Mitchell, Shakira)

Special Bonus Features:
- Documentary
- Dolby Digital 5.1 Surround Sound
- PCM Stereo
- Discografie
- Multilingual Subtitles

Total afspeelduur : Ca. 2 1/2 uur.
Muzikanten:
- Tim Mitchell - Gitaar
- Brendan Buckley - Drums
- Adam Zimmon - Gitaar
- Albert Menedez - Keyboards
- Dan Rothchild - Basgitaar
- Rafael Padilla - Percusion
- Pedro Alfonso - Viool
- Rita Quintero - Keyboards & Achtergrondzang
- Mario Inchausti - Gitaar & Achtergrondzang